# Резолюция Совета Безопасности ООН 884

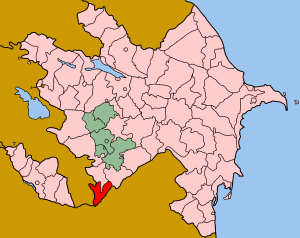
Зангеланский район на карте Азербайджана.

Резолюция № 884. Четвёртая по счёту резолюция Совета Безопасности ООН принятая со времени начала армяно-азербайджанского конфликта. Была единогласно принята Советом Безопасности ООН 12 ноября 1993 года на 3313-м заседании, в разгар военных действий в Нагорном Карабахе. Азербайджанской и армянской сторонами не был выполнен ни один из пунктов резолюции. 

## Текст Резолюции
Совет Безопасности,

подтверждая свои резолюции 822 (1993) от 30 апреля 1993 года, 853 (1993) от 29 июля 1993 года и 874 (1993) от 14 октября 1993 года,

подтверждая свою полную поддержку мирного процесса, осуществляемого в рамках Совещания по безопасности и сотрудничеству в Европе, и неустанных усилий Минской группы Совещания,

принимая к сведению письмо действующего Председателя Минской конференции Совещания по безопасности и сотрудничеству в Европе по Нагорному Карабаху от 9 ноября 1993 года на имя Председателя Совета Безопасности и добавления к нему1,
выражая серьёзную обеспокоенность тем, что продолжение конфликта в нагорно-карабахском регионе Азербайджанской Республики и вокруг него и сохранение напряженности в отношениях между Республикой Арменией и Азербайджанской Республикой явились бы угрозой миру и безопасности в регионе,

с тревогой отмечая эскалацию военных действий вследствие нарушений прекращения огня и чрезмерного применения силы в ответ на эти нарушения, в частности оккупацию Зангеланского района и города Горадиза в Азербайджане,

подтверждая суверенитет и территориальную целостность Азербайджана и всех других государств в регионе,

подтверждая также нерушимость международных границ и недопустимость применения силы для приобретения территории,

выражая серьёзную обеспокоенность по поводу самого последнего случая перемещения большого числа гражданских лиц и возникновения чрезвычайной гуманитарной ситуации в Зангеланском районе и в городе Горадизе и на южной границе Азербайджана,

1. осуждает недавние нарушения установленного сторонами прекращения огня, которые повлекли за собой возобновление военных действий, и в частности осуждает оккупацию Зангеланского района и города Горадиза, нападения на мирных жителей и обстрел территории Азербайджанской Республики;

2. призывает правительство Армении использовать своё влияние с целью достичь соблюдения армянами нагорно-карабахского региона Азербайджана резолюций 822 (1993), 853 (1993) и 874 (1993) и обеспечить, чтобы вовлеченным силам не предоставлялись средства для продолжения их военной кампании;

3. с удовлетворением отмечает заявление девяти членов Минской группы Совещания по безопасности и сотрудничеству в Европе от 4 ноября 1993 года1 и высоко оценивает содержащиеся в нем предложения в отношении односторонних заявлений о прекращении огня;

4. требует от заинтересованных сторон немедленного прекращения военных действий и враждебных актов, одностороннего вывода оккупирующих сил из Зангеланского района и города Горадиза и вывода оккупирующих сил из других оккупированных недавно районов Азербайджана в соответствии с «Обновленным графиком неотложных мер по осуществлению резолюций 822 (1993) и 853 (1993) Совета Безопасности»2 с внесенными в него поправками на совещании Минской группы, состоявшемся в Вене 2-8 ноября 1993 года;

5. самым настоятельным образом призывает заинтересованные стороны срочно возобновить соблюдение прекращения огня, установленного в результате прямых контактов, предпринимаемых при содействии правительства Российской Федерации в поддержку Минской группы, и сделать его эффективным и постоянным; и продолжать поиск возможностей урегулирования конфликта путём переговоров в контексте Минского процесса и «Обновленного графика» с внесенными в него поправками на совещании Минской группы 2-8 ноября 1993 года;

6. вновь настоятельно призывает все государства в регионе воздерживаться от любых враждебных актов и от любого вмешательства, которые привели бы к разрастанию конфликта и подорвали бы мир и безопасность в регионе;

7. просит Генерального секретаря и соответствующие международные учреждения предоставить срочную гуманитарную помощь пострадавшему гражданскому населению, включая население в Зангеланском районе и в городе Горадизе и на южной границе Азербайджана, и помочь беженцам и перемещенным лицам вернуться в свои дома с достоинством и не подвергаясь опасности;

8. вновь обращается с просьбой к Генеральному секретарю, действующему Председателю Совещания по безопасности и сотрудничеству в Европе и Председателю Минской конференции и впредь сообщать Совету о ходе минского процесса и обо всех аспектах положения на месте, в частности об осуществлении его соответствующих резолюций, и о нынешнем и будущем сотрудничестве между Совещанием по безопасности и сотрудничеству в Европе и Организацией Объединенных Наций в этом отношении;

9. постановляет продолжать активно заниматься этим вопросом.

Принята единогласно на 3313-м заседании.

1. Официальные отчеты Совета Безопасности, сорок восьмой год, Дополнение за октябрь, ноябрь и декабрь 1993 года, документ S/26718.

2. Там же, документ S/26522, приложение.

## Голосование
Голосовали за:	Бразилия, Кабо-Верде, Китай, Джибути, Франция, Венгрия, Япония, Марокко, Новая Зеландия, Пакистан, Российская Федерация, Испания, Соединенное Королевство Великобритании и Северной Ирландии, Соединенные Штаты Америки и Венесуэла

ПРЕДСЕДАТЕЛЬ (говорит по-английски) : В поддержку проекта резолюции подано 15 голосов. Проект резолюции принимается единогласно в качестве резолюции 884 (1993).